# 臺灣民主國國旗

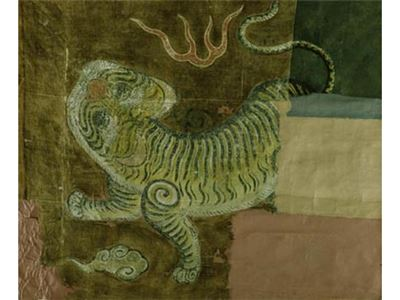
藏於國立臺灣博物館的黃虎旗摹繪本

臺灣民主國國旗，為1895年5月23日至10月期間於臺灣建立的臺灣民主國所使用的國旗和國徽，因其樣式為藍地黃虎，又稱藍地黃虎旗或黃虎旗，同日唐景崧發表「臺灣民主國獨立宣言」。

## 歷史
首面「藍地黃虎旗」早在1895年5月23日成立台灣民主國創立時出現，因《馬關條約》將臺灣和澎湖割讓給日本。為免於被割讓，宣佈成立「台灣民主國」，推舉台灣巡撫唐景崧為大總統。不久，日軍攻陷基隆，唐景崧逃至滬尾（今淡水區）的得忌利士洋行（Douglas），後來乘德國籍輪船鴨打號（Arthur）逃亡至廈門。同年6月下旬，民主國餘眾又在台南擁立大將軍劉永福為民主國第2任大總統。1895年10月，台灣民主國亦因劉永福總統兵敗內渡而解散。
藍地黃虎旗則為呼應清帝國國旗的黃地青龍圖樣，採用藍地黃虎圖，故稱藍地黃虎旗。根據《臺灣民主國臨時憲法》第四條，臺灣「採用藍地黃虎國旗，並作為國徽。」
2012年，國立臺灣博物館經過1年半的考證修復，確定黃虎旗原為雙面。正反兩面的老虎眼睛並不相同，正面的黃虎瞳孔圓睜，象徵「夜行虎」；反面的黃虎瞳孔半開如彎月，象徵「日行虎」，正反兩面代表晝夜或陰陽，有象徵「日夜護國」一說。

## 現存旗幟
此國旗曾以大幅軍旗形式，至少共有三幅懸掛：「基隆旗」於基隆、「淡水旗」於淡水海關、「台北旗」於民主國總統府（臺南大天后宮）等處。該三幅旗幟後來散失，僅知其中一面曾被日方視為戰利品獻入皇居的「振天府」，然而至今下落不明。

### 高橋雲亭版黃虎旗
1909年，臺灣總督府獲宮內省特許，委請日本畫家高橋雲亭依「振天府」所藏的「基隆旗」原件摹繪。同年完成後被作為重要展品送回臺灣總督府博物館，以其作為替代原件。高橋摹繪此旗特意「忠於原著」，精準製作原件缺損處細節，是最接近原旗狀態的版本，雖非原件，卻深具歷史價值。因而成為臺灣現存可知年代最久遠，且最接近原旗形象的摹本，是謂較權威之版本。此版尺寸約為長3.1公尺，寬2.6公尺，典藏於國立臺灣博物館。
2003年起，臺博館開始規劃高橋摹本修護事宜，並經國立新竹師範學院許佩賢助理教授考證，後在2010年委託國立臺南藝術大學進行修護，最後於2011年完成。2016年3月10日，「高橋雲亭黃虎旗摹本」獲得文化部審議通過，依文化資產保存法指定為國寶。

### 林玉山版黃虎旗
1953年，丘逢甲之子丘念台為紀念台灣民主國成立59週年，邀請林玉山根據「1909年高橋雲亭黃虎旗摹本」重新摹繪。該旗幟完成後也典藏於國立臺灣博物館，該作品因形象完整成為坊間流傳最廣的版本。
林玉山摹繪大小黃虎旗版本二幅，除了依照高橋摹本在老虎的前腳前方繪上一朵雲紋，在虎腹下方缺損處增加了第二朵雲紋，由於該區域缺漏，無法確定實際有無雲紋或其它圖案，後在2012年以數位影像技術製作的臺灣民主國國旗模擬重建則將該處留空。並補全破損的旗尾，也將背景色製成文獻中所說的藍色。

### 數位重建版
為喚起國人對國寶文物的記憶，使臺灣民眾更理解臺灣史上珍貴的歷史文物之一，2016年臺博館與悠遊卡公司合作發行，重現歷史上三關鍵時間點的「藍地黃虎旗」版本，分別為1909年「高橋雲亭摹本」、1953年「林玉山改繪版」及之前未曾正式公開的1895年「數位重建版」，「數位重建版」為臺博館以數位模擬1895年「台灣民主國」成立時，曾經飄揚在北部各地的黃虎旗，經過考證比對，自旗面的藍色彩度到旗上的黃虎形象，是目前較貼近原始黃虎旗誕生時的版本；這也是臺灣首件登上悠遊卡的國寶，別具意義。

## 外部連結
- 國立臺灣博物館 【典藏選粹/臺灣民主國藍地黃虎旗】
- 黃虎旗再現─臺灣民主國藍地黃虎旗修護成果展, 國立臺灣博物館